# 조지 리브스
조지 리브스(George Reeves, 1914년 1월 5일 ~ 1959년 6월 16일)는 미국의 배우이다.

## 출연 작품
- 시크릿 오리진: 더 스토리 오브 DC 코믹스 (2010)
- 하늘을 보라 - 슈퍼맨의 놀라운 이야기 (2006)
- 슈퍼맨 - 73년작 (1973)
- 슈퍼맨 - 54년작 5 (1954)
- 슈퍼맨 - 54년작 4 (1954)
- 슈퍼맨 - 54년작 3 (1954)
- 슈퍼맨 - 54년작 2 (1954)
- 슈퍼맨 - 54년작 1 (1954)
- 블루 가디니아 (1953)
- 슈퍼맨 - 53년작 단편 (1953)
- 지상에서 영원으로 (1953)
- 오명의 목장 (1952)
- 슈퍼맨 - 50년대 TV 시리즈 (1952)
- 슈퍼맨과 모울맨 (1951)
- 서스펜스 (1949)
- 그레이트 러버 (1949)
- 삼손과 데릴라 (1949)
- 버라이어티 걸 (1947)
- 혈과 사 (1941)
- 버지니아 시티 (1940)
- 바람과 함께 사라지다 (1939)